# Charles Wellesley
Lord Charles Wellesley (* 16. Januar 1808; † 9. Oktober 1858) war ein britischer General und Politiker.

## Leben
Er war das jüngere der beiden Kinder von Arthur Wellesley, 1. Duke of Wellington, und dessen Ehefrau Catherine Pakenham. Er wurde am Eton College erzogen und studierte ab 1824 am Christ Church College der Universität Oxford und ab 1826 am Trinity College der Universität Cambridge.
Parallel zu seinem Studium trat er im Januar 1824 in die British Army ein und kaufte sich ein Kommando als Ensign des 82nd Regiment of Foot. Nachdem er auf Halbsold gestellt worden war, wechselte er im Mai 1826 als Ensign zum 75th Regiment of Foot und noch im selben Monat weiter als Cornet zum Royal Regiment of Horse Guards. Im November 1828 wurde er zum Lieutenant und im Februar 1830 zum Captain befördert. Im Juni 1830 wechselte er als Captain zur Rifle Brigade und im Mai 1831 zum 1st or Grenadier Regiment of Foot Guards. Im September 1831 wurde er zum Major befördert und im Oktober 1833 wechselte er zum 87th Regiment of Foot und im selben Monat weiter zum 5th Regiment of Foot. Im Dezember 1837 schied er aus letzterem Regiment aus und wurde er zum Lieutenant-Colonel befördert. Später wurde er Lieutenant-Colonel des 15th Regiment of Foot aus dem er im März 1845 ausschied. Er stand fortan unter Halbsold und war keinem Regiment zugeordnet; im November 1851 wurde er zum Colonel und im Dezember 1856 zum General-Major befördert.
Für Königin Victoria hatte er von September 1841 bis Juli 1846 das Hofamt des Chief Equerry and Clerk Marshal inne.
Er wurde mehrmals ins britische House of Commons gewählt und war von 1842 bis 1852 Abgeordneter für den Wahlkreis Hampshire Southern und 1852 bis 1855 für Windsor. Er gehörte der von Robert Peel begründeten Conservative Party an.
Er starb erblindet am 9. Oktober 1858.

## Ehe und Nachkommen
Am 9. Juli 1844 heiratete er Augusta Sophia Anne Pierrepont (1820–1893), Tochter des Diplomaten, Rt. Hon. Henry Pierrepont, und Enkelin des Charles Pierrepont, 1. Earl Manvers. Mit ihr hatte er sechs Kinder:
- Arthur Wellesley (1845–1846);
- Henry Wellesley, 3. Duke of Wellington (1846–1900);
- Lady Victoria Alexandrina Wellesley (1847–1933) ⚭ 1877 Ion Hamilton, 1. Baron Holmpatrick;
- Arthur Charles Wellesley, 4. Duke of Wellington (1849–1934);
- Lady Mary Angela Wellesley (1850–1936) ⚭ 1875 George Scott;
- Georgina Wellesley (1853–1880) ⚭ 1874 William Malcolm.